# Västergarns socken
Västergarns socken ingick i Gotlands södra härad, ingår sedan 1971 i Gotlands kommun och motsvarar från 2016 Västergarns distrikt.
Socknens areal är 12,20 kvadratkilometer, varav 11,96 land. År 2020 fanns här 188 invånare. Kyrkbyn Västergarn med sockenkyrkan Västergarns kyrka ligger i socknen. 

## Administrativ historik
Västergarns socken har medeltida ursprung. Socknen tillhörde Banda ting som i sin tur ingick i Hejde setting i Medeltredingen. Västergarn var en framgångsrik handelsort med sjöfart på bland annat England så sent som omkring 1300. Den bekämpades emellertid militärt och överflyglades också av Visby.
Vid kommunreformen 1862 övergick socknens ansvar för de kyrkliga frågorna till Västergarns församling och för de borgerliga frågorna bildades Västergarns landskommun. Landskommunen inkorporerades 1952 i Klintehamns landskommun och ingår sedan 1971 i Gotlands kommun. Församlingen uppgick 2012 i Sanda, Västergarn och Mästerby församling.
Den 1 januari 2016 inrättades distriktet Västergarn, med samma omfattning som församlingen hade 1999/2000.  Socknen har tillhört samma fögderier och domsagor som Gotlands södra härad. De indelta båtsmännen tillhörde Gotlands andra båtsmanskompani.

## Geografi
Västergarns socken ligger på Gotlands västkust, söder om Visby. Socknen består av begränsad odlingsmark och skogsmark.
I socknen finns sjön och naturreservatet Paviken, som också arkeologiskt är en intressant plats med rester från en tidigare handelsplats. Vidare finns här naturreservaten Kronholmen och Västergarns utholme.  

### Gårdsnamn
Ammor, Annexen, Hamngården, Lauritse, Mafrids Lilla, Mafrids Stora, Snauvalds o Bilbos, Stelor o Kramplösatomt, Öninge o Lymans, Callanders tomt, Övide.

## Fornlämningar
En sliprännesten finns vid östra stranden av Paviken. Från järnåldern finns gravfält och två fornborgar, en benämns Västergarnsvallen.

## Namnet
Namnet (1304 Garnä) innehåller garn, 'tarm' som används om smala uddar, vikar eller öar. Här avses den smala passagen till den gamla hamnen i Paviken. Väster har sedan tidigt tillagts.

## Befolkningsutveckling
| Befolkningsutvecklingen i Västergarns socken 1780–2020 | Befolkningsutvecklingen i Västergarns socken 1780–2020 | Befolkningsutvecklingen i Västergarns socken 1780–2020 | Befolkningsutvecklingen i Västergarns socken 1780–2020 | Befolkningsutvecklingen i Västergarns socken 1780–2020 |
| --- | ------------------------------------------------------ | ------------------------------------------------------ | ------------------------------------------------------ | ------------------------------------------------------ |
| |                                                        |                                                        |                                                        |                                                        |
| År |                                                        |                                                        | Folkmängd                                              |                                                        |
| 1780 | 1780                                                   |                                                        | 164                                                    |                                                        |
| 1790 | 1790                                                   |                                                        | 157                                                    |                                                        |
| 1800 | 1800                                                   |                                                        | 207                                                    |                                                        |
| 1810 | 1810                                                   |                                                        | 181                                                    |                                                        |
| 1820 | 1820                                                   |                                                        | 204                                                    |                                                        |
| 1830 | 1830                                                   |                                                        | 255                                                    |                                                        |
| 1840 | 1840                                                   |                                                        | 281                                                    |                                                        |
| 1850 | 1850                                                   |                                                        | 320                                                    |                                                        |
| 1860 | 1860                                                   |                                                        | 358                                                    |                                                        |
| 1870 | 1870                                                   |                                                        | 367                                                    |                                                        |
| 1880 | 1880                                                   |                                                        | 368                                                    |                                                        |
| 1890 | 1890                                                   |                                                        | 343                                                    |                                                        |
| 1900 | 1900                                                   |                                                        | 287                                                    |                                                        |
| 1910 | 1910                                                   |                                                        | 295                                                    |                                                        |
| 1920 | 1920                                                   |                                                        | 278                                                    |                                                        |
| 1930 | 1930                                                   |                                                        | 290                                                    |                                                        |
| 1940 | 1940                                                   |                                                        | 244                                                    |                                                        |
| 1950 | 1950                                                   |                                                        | 214                                                    |                                                        |
| 1960 | 1960                                                   |                                                        | 147                                                    |                                                        |
| 1970 | 1970                                                   |                                                        | 115                                                    |                                                        |
| 1980 | 1980                                                   |                                                        | 142                                                    |                                                        |
| 1990 | 1990                                                   |                                                        | 134                                                    |                                                        |
| 2000 | 2000                                                   |                                                        | 172                                                    |                                                        |
| 2010 | 2010                                                   |                                                        | 169                                                    |                                                        |
| 2020 | 2020                                                   |                                                        | 188                                                    |                                                        |
| Anm: Källor: Umeå universitet - Tabellverket 1749-1859, Demografiska databasen, CEDAR, Umeå universitet, Befolkningsutvecklingen i Gotlands socknar 2000 - 2010, Befolkning per församling, Folkmängden per distrikt, landskap, landsdel eller riket efter kön. År 2015 - 2022. |                                                        |                                                        |                                                        |                                                        |

### Fotnoter
1. 1 2  Svensk Uppslagsbok andra upplagan 1947–1955: Västergarn socken
2. ↑  ”Folkmängden per distrikt, landskap, landsdel eller riket efter kön. År 2015 - 2022”. Statistikdatabasen. Statistiska centralbyrån. http://www.statistikdatabasen.scb.se/pxweb/sv/ssd/START__BE__BE0101__BE0101A/FolkmangdDistrikt/. Läst 23 april 2023.
3. ↑  Bra Böckers lexikon, 1981.
4. ↑  Harlén, Hans; Harlén Eivy (2003). Sverige från A till Ö: geografisk-historisk uppslagsbok. Stockholm: Kommentus. Libris 9337075. ISBN 91-7345-139-8
5. ↑  ”Församlingar”. Statistiska centralbyrån. https://www.scb.se/hitta-statistik/regional-statistik-och-kartor/regionala-indelningar/forsamlingar/. Läst 30 december 2022.
6. ↑  Administrativ historik för Västergarn socken (Klicka på församlingsposten). Källa: Nationella arkivdatabasen, Riksarkivet.
7. ↑  Om Gotlands båtsmanskompani
8. 1 2  Sjögren, Otto (1931). Sverige geografisk beskrivning del 2 Östergötlands, Jönköpings, Kronobergs, Kalmar och Gotlands län. Stockholm: Wahlström & Widstrand. Libris 9939
9. 1 2 3  Nationalencyklopedin
10. ↑  Förteckning över slipskåror
11. ↑  Fornlämningar, Statens historiska museum: Västergarns socken
12. ↑  Fornminnesregistret, Riksantikvarieämbetet: Västergarns socken Fornminnen i socknen erhålls på kartan genom att skriva in sockennamn (utan "socken") i "Ange geografiskt område"
13. ↑  Mats Wahlberg, red (2003). Svenskt ortnamnslexikon. Uppsala: Institutet för språk och folkminnen. Libris 8998039. ISBN 91-7229-020-X. https://isof.diva-portal.org/smash/get/diva2:1175717/FULLTEXT02.pdf